# صفيراء رايتية
صفيراء رايتية (الاسم العلمي:Sophora wightii) هي نوع نباتي يتبع جنس الصفيراء من فصيلة البقولية.